# Abenakiiet
Het mineraal abenakiiet is een natrium-cyclosilicaat met de chemische formule Na26(Ce,Nd,La,Pr,Th,Sm)6-[O|SO2|(CO3)6|(PO4)6|Si6O18]. Het bevat natrium, cerium, neodymium, lanthanium, praseodymium, thorium, samarium, zuurstof, zwavel, koolstof, fosfor en silicium. De hardheid op de schaal van Mohs is 4 tot 5 en het mineraal is zwak radioactief. De gamma ray waarde volgens het American Petroleum Institute is 29.815,32.

## Naamgeving
Het mineraal is genoemd naar de Abenaki, een Algonkin-indianenstam uit New England.